# 溝口修平
溝口 修平（みぞぐち しゅうへい、2004年2月13日 - ）は、茨城県出身のプロサッカー選手。Jリーグ・鹿島アントラーズ所属。ポジションはディフェンダー（左サイドバック、左ウイングバック）。

## 経歴

### クラブ
鹿島アントラーズのアカデミー出身。2022年、トップチームへ昇格した。2023年4月15日のJ1第8節・ヴィッセル神戸戦に途中出場しJ1デビューを果たした。

### 代表
2019年から各年代別の日本代表に選出されている。

## 所属クラブ
- 笠原サッカースポーツ少年団
- 鹿島アントラーズノルテジュニアユース
- 鹿島アントラーズユース（鹿島学園高等学校）
- 2022年 -  鹿島アントラーズ

## 個人成績
| 国内大会個人成績 | 国内大会個人成績 | 国内大会個人成績 | 国内大会個人成績 | 国内大会個人成績 | 国内大会個人成績 | 国内大会個人成績 | 国内大会個人成績 | 国内大会個人成績 | 国内大会個人成績 | 国内大会個人成績 | 国内大会個人成績 |
| 年度             | クラブ           | 背番号           | リーグ           | リーグ戦         | リーグ戦         | リーグ杯         | リーグ杯         | オープン杯       | オープン杯       | 期間通算         | 期間通算         |
| 年度             | クラブ           | 背番号           | リーグ           | 出場             | 得点             | 出場             | 得点             | 出場             | 得点             | 出場             | 得点             |
| 日本             | 日本             | 日本             | 日本             | リーグ戦         | リーグ戦         | リーグ杯         | リーグ杯         | 天皇杯           | 天皇杯           | 期間通算         | 期間通算         |
| ---------------- | ---------------- | ---------------- | ---------------- | ---------------- | ---------------- | ---------------- | ---------------- | ---------------- | ---------------- | ---------------- | ---------------- |
| 2022             | 鹿島             | 28               | J1               | 0                | 0                | 1                | 0                | 2                | 0                | 3                | 0                |
| 2023             | 鹿島             | 28               | J1               | 5                | 0                | 5                | 0                | 1                | 0                | 11               | 0                |
| 2024             | 鹿島             | 28               | J1               | 0                | 0                | 0                | 0                | 0                | 0                | 0                | 0                |
| 通算             | 日本             | 日本             | J1               | 5                | 0                | 6                | 0                | 3                | 0                | 14               | 0                |
| 総通算           | 総通算           | 総通算           | 総通算           | 5                | 0                | 6                | 0                | 3                | 0                | 14               | 0                |

## 代表歴
- U-15日本代表
- U-16日本代表
- U-17日本代表
  - 千葉キャンプ (2021年)
- U-18日本代表
  - Jヴィレッジキャンプ (2021年)
- U-19日本代表
  - 千葉キャンプ (2022年)